# Neder-Siljeåstjärnen
Neder-Siljeåstjärnen är en sjö i Bergs kommun i Härjedalen och ingår i Ljungans huvudavrinningsområde. Sjön har en area på 0,0637 kvadratkilometer och ligger 622,5 meter över havet.

## Delavrinningsområde
Neder-Siljeåstjärnen ingår i det delavrinningsområde (696271-137530) som SMHI kallar för Mynnar i Gutedan. Medelhöjden är 699 meter över havet och ytan är 25,91 kvadratkilometer. Det finns inga avrinningsområden uppströms utan avrinningsområdet är högsta punkten. Bogtjärnbäcken som avvattnar avrinningsområdet har biflödesordning 2, vilket innebär att vattnet flödar genom totalt 2 vattendrag innan det når havet efter 303 kilometer. Avrinningsområdet består mestadels av skog (88 procent). Avrinningsområdet har 0,36 kvadratkilometer vattenytor vilket ger det en sjöprocent på 1,4 procent.